# 朝鮮實學
朝鲜实学是17世纪至19世纪朝鲜王朝盛行的崇尚实际、实效、实用和实事求是的思想流派。16世纪末和17世纪初的壬辰倭乱和丙子胡乱使朝鲜国力受到很大的破坏。朝鲜文人对程朱理学的清谈空论进行了反省，研究强国济民的“有用之学”。实学思想力求“学以致用”，强调儒学思想中的“经世致用”、“利用厚生”和“实事求是”的思想，以此寻求解决社会问题的改革方案:1238-1239:27-29。朝鲜王朝后期的实学思想是朝鲜儒学思想发展的顶峰，同时也蕴含着“近代指向”的启蒙意识，是最接近近代社会的一种思想形态。
朝鲜实学最初是指与佛、道等出世宗教相对的入世学问儒学。“修身、齐家、治国、平天下”的儒家理念相对于佛学、道学是现实而具体的:26。广义上的朝鲜实学在不同历史时期有着不同的意义，有指儒学、程朱理学的实学，有指修身治人的学问或纯学术性的考据学方法。狭义上的朝鲜实学是指进入17世纪后，相对于“空理”、“空谈”的程朱理学，朝鲜出现的倡导经世致用、利用厚生、实事求是、救国济民的实学派思想。通常意义的朝鲜实学是狭义上的朝鲜实学:1。

## 历史

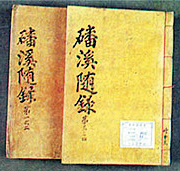
柳馨远所著《磻溪随录》

### 萌芽期（17世纪）
朝鲜王朝成立初期，程朱理学战胜佛学，成为朝鲜当权者的治国“实学”。程朱理学的实学到李珥（1536-1584年）时逐渐开始发生变化。李珥不将程朱理学局限于伦理道德秩序和其实践上，而是扩大到政治、经济、军事等范畴。他反对只读书不实践的学问。他说：“读书而无实践者，何异于鹦鹉之能言耶？如梁元帝，读书万卷，竟为魏之囚！此亦可为道学乎？”:35
17世纪，实学在朝鲜有了全新的认识，不过这一时期的实学并不否定程朱理学，而是认为现世儒者不务实的学问不是真正的圣人的教导。他们需要通过努力，探求到真正圣人的教导，回到“实际有用之学”中来。他们所说的“实际有用之学”就是强国富民的政治、经济、军事、教育等社会改革:35-36。 
17世纪到19世纪上半叶的朝鲜实学端倪于李晬光（1563-1628年）。他所著的《芝峰类说》对天文、地理、君道、官职、儒道、经书、文章、人物、技艺等领域的客观知识体系进行了探索，并最早介绍西方地理和天主教。早期朝鲜实学理论成型于柳馨远（1622-1673年）。在其所著的《磻溪随录》中，柳馨远提出了政治、经济等方面的改革和实施方案。他打破历来的本末观，将田制看做万事之本，提出“均人以田，计田出兵，有田者必有役，有役者必有田”的均田制。他还对科举制度的弊端提出批评，提出任官授职应该依据能力，不分贵贱，并主张废除奴婢制度，代之以雇工制度。:36-37:1240-1241

### 发展期（18世纪）
18世纪前半期，朝鲜实学思想到李瀷（1681-1762年）时得到了更深层次的发展，并形成星湖学派。星湖学派的经世致用实学继承了许多磻溪社会改革观点，将土地制度视为实学的中心问题，希望通过自然过渡实现均田地、等贫富的社会。星湖学派把实学研究广泛地扩大到天文、地理、农学、历史、军事、哲学、文学等领域，视传统的观念所尊崇的阀阅、僧尼等坐食之辈为社会蛀虫，将奴婢制度、科举制度视为社会时弊，反对以中国为中心评价历史。与磻溪不同的是，星湖学派受西学影响的成分很多，崇尚西方科技，但对天主教的宗教信仰持怀疑态度。:37-38:1241-1242
18世纪后半期，以洪大容（1731-1783年）、朴趾源（1737-1805年）、朴齐家（1750-？）为代表的“北学派”在朝鲜实学思想中占有重要地位。北学派对朝鲜崇明排清的华夷观念进行了批评，主张学习清朝和西方先进文化技术。北学派是中小工商业者利益的代言人，他们研究自然科学，怀疑程朱理学:38-39。北学派的利用厚生实学继承了许多经世学派的改革观点，包括身份制度、科举制度、税收制度、兵役制度的改革。同时，北学派在星湖学派的基础上有了新的突破。与星湖学派 以土地制度改革为中心的改革思想不同的是，北学派的改革思想是以货币流通、商品贸易、技术改革、对外开放为核心，具有一定程度的近代文明性质:261。

### 集大成时期（19世纪）

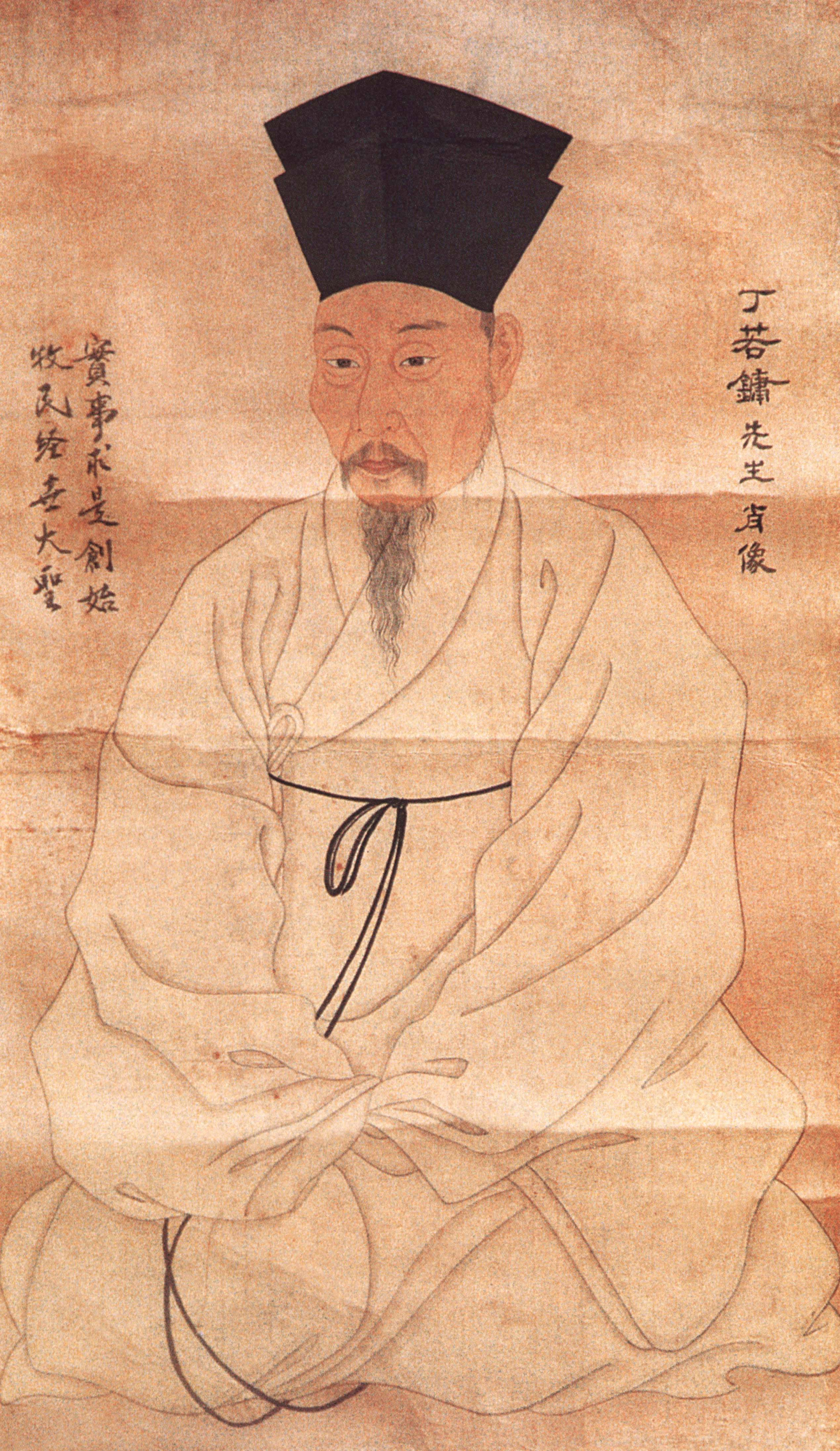
朝鲜实学集大成者丁若镛

18世纪末到19世纪是朝鲜实学思想的集大成时期。丁若镛（1762-1836年）、金正喜（1786-1856年）、崔汉绮（1803-1877年）等人是这一时期的代表人物:39。丁若镛是朝鲜王朝实学思想的集大成者。他的茶山实学纵向继承了星湖李瀷、鹿庵权哲身等经世学派的实学传统，横向吸收了明清实学和朴趾源、李德懋、朴齐家等人的朝鲜北学派，以及天主教、西方科技等西学:23。朴齐家的弟子金正喜在继承利用厚生的北学派思想的基础上，吸收借鉴了中国清朝的考据学，确立了朝鲜考据派的实事求是实学。崔汉绮在气学的基础上，提出学问的对象应该是有形的、可经验的、对人的生活有用的东西。学问的优劣体现在士农工商兵等具体事务的实行:40。

## 派别

### 星湖学派
“星湖学派”又称“经世致用派”或“经学派”，以星湖李瀷（1681-1762年）思想为主流。星湖派对性理学进行了深刻的反思，批评了其中的一些清谈空论，同时吸收和发展经学中的合理因素:124:1。他们主张对土地制度、奴婢制度、科举制度、国防外交、货币流通等社会弊端进行改革，将阀阅、僧尼等坐食之辈视为社会蛀虫，反对以中国文中心评价历史，崇尚西方科技，但对西方宗教持怀疑态度。星湖学派对后来出现的北学派起到了积极的作用:37-38:1240-1241。

### 北学派
“北学派”又称“利用厚生派”，代表人物主要有洪大容（1731-1783年）、朴趾源（1737-1805年）、朴齐家（1750-？）等。北学派通过出访盛世时的清朝，突破了朝鲜排清自大的思想，对尊华攘夷的华夷观进行了批判，主张积极学习中国和西方先进技术、文化，改变朝鲜落后的局面。北学派继承发展了经世学派的思想，除了提出工商、货币流通、生产器具、技术革新等主张外，还提出土地、行政、身份以及其它制度的改革。:2-3:1242

### 学斋实学派
“学斋实学派”又称“实事求是派”或“考据学派”，主要代表人物是金正喜（1786-1856年）、崔汉绮（1803-1877年）。“学斋实学派”继承了北学派的实学思想，吸收清朝考证学，提出尚实学，重实证，讲究“经世致用”，反对“空谈心性”。他们认为学问的对象应该是有形的、可经验的、对人的生活有用的东西，学问的优劣体现在具体实行中。:40:1245